# Dichotomius sericeus
Dichotomius sericeus là một loài bọ cánh cứng trong họ Bọ hung (Scarabaeidae).